# Équipe d'Afrique du Sud des moins de 20 ans de football
Maillots
L'équipe d'Afrique du Sud de football des moins de 20 ans est une sélection de joueurs de moins de 20 ans au début des deux années de compétition placée sous la responsabilité de la Fédération sud-africaine de football.

## Histoire
Avec 9 titre de COSAFA U20 l’équipe sud Africaine est la plus titrée de là zone, en 2025. Elle remporte son premier trophée continental face au Maroc , Après avoir été finaliste en 1997 face a la même équipe.

## Parcours en compétition internationale

### Coupe du monde des moins de20 ans
| Coupe du monde des moins de 20 ans | Coupe du monde des moins de 20 ans | Coupe du monde des moins de 20 ans | Coupe du monde des moins de 20 ans | Coupe du monde des moins de 20 ans | Coupe du monde des moins de 20 ans | Coupe du monde des moins de 20 ans | Coupe du monde des moins de 20 ans |
| Année                              | Tour                               | J                                  | G                                  | N                                  | P                                  | Bp                                 | Bc                                 |
| ---------------------------------- | ---------------------------------- | ---------------------------------- | ---------------------------------- | ---------------------------------- | ---------------------------------- | ---------------------------------- | ---------------------------------- |
| 1977                               | Non participant                    | -                                  | -                                  | -                                  | -                                  | -                                  | -                                  |
| 1979                               | Non participant                    | -                                  | -                                  | -                                  | -                                  | -                                  | -                                  |
| 1981                               | Non participant                    | -                                  | -                                  | -                                  | -                                  | -                                  | -                                  |
| 1983                               | Non participant                    | -                                  | -                                  | -                                  | -                                  | -                                  | -                                  |
| 1985                               | Non participant                    | -                                  | -                                  | -                                  | -                                  | -                                  | -                                  |
| 1987                               | Non participant                    | -                                  | -                                  | -                                  | -                                  | -                                  | -                                  |
| 1989                               | Non participant                    | -                                  | -                                  | -                                  | -                                  | -                                  | -                                  |
| 1991                               | Non participant                    | -                                  | -                                  | -                                  | -                                  | -                                  | -                                  |
| 1993                               | Non participant                    | -                                  | -                                  | -                                  | -                                  | -                                  | -                                  |
| 1995                               | Non qualifiée                      | -                                  | -                                  | -                                  | -                                  | -                                  | -                                  |
| 1997                               | Premier tour                       | 3                                  | 0                                  | 1                                  | 2                                  | 2                                  | 6                                  |
| 1999                               | Non qualifiée                      | -                                  | -                                  | -                                  | -                                  | -                                  | -                                  |
| 2001                               | Non qualifiée                      | -                                  | -                                  | -                                  | -                                  | -                                  | -                                  |
| 2003                               | Non qualifiée                      | -                                  | -                                  | -                                  | -                                  | -                                  | -                                  |
| 2005                               | Non qualifiée                      | -                                  | -                                  | -                                  | -                                  | -                                  | -                                  |
| 2007                               | Non qualifiée                      | -                                  | -                                  | -                                  | -                                  | -                                  | -                                  |
| 2009                               | Huitième de finale                 | 4                                  | 1                                  | 1                                  | 2                                  | 5                                  | 8                                  |
| 2011                               | Non qualifiée                      | -                                  | -                                  | -                                  | -                                  | -                                  | -                                  |
| 2013                               | Non qualifiée                      | -                                  | -                                  | -                                  | -                                  | -                                  | -                                  |
| 2015                               | Non qualifiée                      | -                                  | -                                  | -                                  | -                                  | -                                  | -                                  |
| 2017                               | Premier tour                       | 3                                  | 0                                  | 1                                  | 2                                  | 1                                  | 4                                  |
| 2019                               | Premier tour                       | 3                                  | 0                                  | 1                                  | 2                                  | 3                                  | 7                                  |
| 2021                               | Non qualifiée. Annuler             | -                                  | -                                  | -                                  | -                                  | -                                  | -                                  |
| 2023                               | Non qualifiée                      | -                                  | -                                  | -                                  | -                                  | -                                  | -                                  |
| 2025                               | En cours                           | -                                  | -                                  | -                                  | -                                  | -                                  | -                                  |
| Total                              | 4/15                               | 13                                 | 1                                  | 4                                  | 8                                  | 11                                 | 25                                 |

## Parcours en compétition continentale

### Coupe d'Afrique des moins de 20 ans
| Coupe d'Afrique des nations de football des moins de 20 ans | Coupe d'Afrique des nations de football des moins de 20 ans | Coupe d'Afrique des nations de football des moins de 20 ans | Coupe d'Afrique des nations de football des moins de 20 ans | Coupe d'Afrique des nations de football des moins de 20 ans | Coupe d'Afrique des nations de football des moins de 20 ans | Coupe d'Afrique des nations de football des moins de 20 ans | Coupe d'Afrique des nations de football des moins de 20 ans |
| Année                                                       | Phases finale                                               | J                                                           | G                                                           | N                                                           | P                                                           | Bp                                                          | Bc                                                          |
| ----------------------------------------------------------- | ----------------------------------------------------------- | ----------------------------------------------------------- | ----------------------------------------------------------- | ----------------------------------------------------------- | ----------------------------------------------------------- | ----------------------------------------------------------- | ----------------------------------------------------------- |
| 1979                                                        | Non participant                                             | -                                                           | -                                                           | -                                                           | -                                                           | -                                                           | -                                                           |
| 1981                                                        | Non participant                                             | -                                                           | -                                                           | -                                                           | -                                                           | -                                                           | -                                                           |
| 1983                                                        | Non participant                                             | -                                                           | -                                                           | -                                                           | -                                                           | -                                                           | -                                                           |
| 1985                                                        | Non participant                                             | -                                                           | -                                                           | -                                                           | -                                                           | -                                                           | -                                                           |
| 1987                                                        | Non participant                                             | -                                                           | -                                                           | -                                                           | -                                                           | -                                                           | -                                                           |
| 1989                                                        | Non participant                                             | -                                                           | -                                                           | -                                                           | -                                                           | -                                                           | -                                                           |
| 1991                                                        | Non participant                                             | -                                                           | -                                                           | -                                                           | -                                                           | -                                                           | -                                                           |
| 1993                                                        | Non Participant                                             | -                                                           | -                                                           | -                                                           | -                                                           | -                                                           | -                                                           |
| 1995                                                        | 2e tours                                                    | 4                                                           | 1                                                           | 2                                                           | 1                                                           | 5                                                           | 5                                                           |
| 1997                                                        | Final                                                       | 7                                                           | 6                                                           | 1                                                           | 1                                                           | 14                                                          | 7                                                           |
| 1999                                                        | 2e tours                                                    | 4                                                           | 0                                                           | 2                                                           | 2                                                           | 3                                                           | 7                                                           |
| 2001                                                        | Non Participant                                             | -                                                           | -                                                           | -                                                           | -                                                           | -                                                           | -                                                           |
| 2003                                                        | Phases de groupe                                            | 7                                                           | 3                                                           | 1                                                           | 3                                                           | 12                                                          | 11                                                          |
| 2005                                                        | 1er tours                                                   | 2                                                           | 1                                                           | 0                                                           | 1                                                           | 2                                                           | 2                                                           |
| 2007                                                        | 2e Tour                                                     | 4                                                           | 2                                                           | 1                                                           | 1                                                           | 7                                                           | 5                                                           |
| 2009                                                        | Quatrième                                                   | 9                                                           | 4                                                           | 0                                                           | 5                                                           | 13                                                          | 11                                                          |
| 2011                                                        | Phases de groupe                                            | 5                                                           | 2                                                           | 0                                                           | 3                                                           | 6                                                           | 9                                                           |
| 2013                                                        | 1er Tour                                                    | 4                                                           | 1                                                           | 1                                                           | 2                                                           | 4                                                           | 6                                                           |
| 2015                                                        | Phases de groupe                                            | 7                                                           | 4                                                           | 1                                                           | 2                                                           | 12                                                          | 8                                                           |
| 2017                                                        | Quatrième                                                   | 9                                                           | 5                                                           | 1                                                           | 3                                                           | 17                                                          | 9                                                           |
| 2019                                                        | Troisième                                                   | 7                                                           | 3                                                           | 5                                                           | 1                                                           | 8                                                           | 3                                                           |
| 2021                                                        | [ 3 ]                                                       | 3                                                           | 1                                                           | 2                                                           | 0                                                           | 9                                                           | 2                                                           |
| 2023                                                        | [ 4 ]                                                       | 6                                                           | 2                                                           | 1                                                           | 2                                                           | 11                                                          | 7                                                           |
| 2025                                                        | Champion                                                    | 12                                                          | 10                                                          | 1                                                           | 1                                                           | 24                                                          | 3                                                           |
| Total                                                       | 8/16                                                        | 90                                                          | 46                                                          | 19                                                          | 28                                                          | 152                                                         | 92                                                          |

## Palmarès
- Coupe d'Afrique des nations de football des moins de 20 ans
  - Vainqueur en 2025 
  - Finaliste en 1997 
  - Troisième 2019

### Championnat des moins de20 ansCOSAFA
- COSAFA U-20 Challenge Cup
  - 1995 
  - 1999 
  - 2000 
  - 2004 
  - 2006 
  - 2007 
  - 2008 
  - 2009 
  - 2013 
  - 2016 
  - 2017 
  - 2018 
  - 2019 
  - 2022 
  - 2024

## Personnalités de l'équipe

### Effectif actuel
Les joueurs suivants ont été appelés dans le cadre des Éliminatoires de la coupe d'Afrique des nations des moins de 20 ans 2023 à la Coupe COSAFA des moins de 20 ans 2022.
Gardiens
- Aden Dreyer
- Bontle Molefe

Défenseurs
- Omega Mdaka
- Simthandile Sishi
- Prince Manku
- Aden Maccarthy
- Siyamonga Gumede
- Siviwe Nkwali
- Paso Dithejane

Milieux
- Ntando Nkosi
- Oshwin Andries
- Storm Jonas
- Lindokuhle Mbutho
- Pukle Manya

Attaquants
- Relebohile Ratomo
- Mohau Nkota
- Sanogo sidoubien nathanael
- Mduduzi Shabalala
- Wandile Duba
- Fuad Johnson
- Luke Daniels